# トゥルドゥヴァン (モニター)
トゥルドゥヴァン (Thrudvang) はノルウェー海軍のモニター。
スウェーデンで建造された「ミョルネル」と同型で、国内のホルテン海軍工廠で建造された。1869年進水。
常備排水量1490トン、全長62.33m、最大幅13.87m、満載吃水3.5m。機関は振動レバー蒸気機関1基と煙菅缶4基、出力450指示馬力で最大速力8ノット。または500指示馬力で8.5ノット。
1897年に上構の設置や、10.5インチ砲の12cm速射砲への換装、ホチキス50口径65mm砲2門とホチキス40口径37mm砲2門の追加が行われた。
1905年のノルウェーとスウェーデンと同君連合解消の際にはモニター「トール」などとともにテンスベルに配置された。
1918年に除籍され、1920年に解体された。